# Карл Цишек
Карл Цишек (нім. Karl Zischek; 28 серпня 1910, Відень, Австро-Угорщина — 6 жовтня 1985) — австрійський футболіст, нападник.
Насамперед відомий виступами за клуб «Ваккер» (Відень), а також національну збірну Австрії.
Чемпіон Австрії, володар Кубка країни. 

## Клубна кар'єра
Народився 28 серпня 1910 року. Вихованець футбольної школи клубу «Ваккер» (Відень). Дорослу футбольну кар'єру розпочав 1929 року в основній команді того ж клубу, кольори якої і захищав протягом усієї своєї кар'єри гравця, що тривала цілих дев'ятнадцять років.
Помер 6 жовтня 1985 року на 76-му році життя.

## Виступи за збірну
1931 року дебютував в офіційних матчах у складі національної збірної Австрії. Протягом кар'єри у національній команді, яка тривала 15 років, провів у формі головної команди країни 40 матчів, забивши 24 голи.
У складі збірної був учасником чемпіонату світу 1934 року в Італії.

## Титули і досягнення
- Чемпіон Австрії (1):

«Ваккер» (Відень): 1946–47
- Володар Кубка Австрії (1):

«Ваккер» (Відень): 1946–47
- Переможець Німецького гімнастичного і спортивного фестивалю (1):

Збірна Остмарк: 1938

## Статистика
Статистика виступів в офіційних матчах:
| Сезон             | Команда           | Чемпіонат         | Чемпіонат | Чемпіонат | Кубок | Кубок | Збірна | Збірна |
| Сезон             | Команда           | Ліга              | Ігри      | Голи      | Ігри  | Голи  | Ігри   | Голи   |
| ----------------- | ----------------- | ----------------- | --------- | --------- | ----- | ----- | ------ | ------ |
| 1929/30           | «Ваккер»          | Д-1               | 15        | 4         | 1     | 1     | —      | —      |
| 1930/31           | «Ваккер»          | Д-1               | 17        | 7         | 7     | 4     | 2      | 3      |
| 1931/32           | «Ваккер»          | Д-1               | 18        | 4         | 1     | 0     | 6      | 3      |
| 1932/33           | «Ваккер»          | Д-1               | 18        | 8         | 4     | 2     | 5      | 4      |
| 1933/34           | «Ваккер»          | Д-1               | 22        | 20        |       |       | 11     | 7      |
| 1934/35           | «Ваккер»          | Д-1               | 22        | 9         |       |       | 6      | 4      |
| 1935/36           | «Ваккер»          | Д-1               | 18        | 6         |       |       | 4      | 3      |
| 1936/37           | «Ваккер»          | Д-1               | 17        | 9         |       |       | 2      | 0      |
| 1937/38           | «Ваккер»          | Д-1               | 17        | 5         |       |       | 2      | 0      |
| 1938/39           | «Ваккер»          | Д-1               |           |           | —     | —     | —      | —      |
| 1939/40           | «Ваккер»          | Д-1               |           |           | —     | —     | —      | —      |
| 1940/41           | «Ваккер»          | Д-1               |           |           | —     | —     | —      | —      |
| 1941/42           | «Ваккер»          | Д-1               |           |           | —     | —     | —      | —      |
| 1942/43           | «Ваккер»          | Д-1               |           |           | —     | —     | —      | —      |
| 1943/44           | «Ваккер»          | Д-1               |           |           | —     | —     | —      | —      |
| 1944/45           | «Ваккер»          | Д-1               |           |           | —     | —     | —      | —      |
| 1945/46           | «Ваккер»          | Д-1               |           |           |       |       | 2      | 0      |
| 1946/47           | «Ваккер»          | Д-1               |           |           |       |       | —      | —      |
| Усього за кар'єру | Усього за кар'єру | Усього за кар'єру |           |           |       |       | 40     | 24     |

Статистика виступів на чемпіонаті світу:
| 1/8 фіналу 27 травня 1934 |

| Австрія                           | 3 — 2 | Франція                       |
| --------------------------------- | ----- | ----------------------------- |
| Сінделар 45' Шалль 93' Біцан 109' | Звіт  | Ніколя 18' Верр'є 115' (пен.) |

| «Муніципальний стадіон Беніто Муссоліні» (Турин) Глядачів: 10 000 |

Австрія: Петер Платцер, Франц Цізар, Карл Сеста, Франц Вагнер, Йозеф Смістик (), Йоганн Урбанек, Карл Цишек, Йозеф Біцан, Маттіас Сінделар, Антон Шалль, Рудольф Фіртль. Тренер — Гуго Майзль
Франція: Алексіс Тепо (), Жак Мересс, Етьєн Маттле, Едмон Дельфур, Жорж Верр'є, Ноель Льєтер, Фріц Келлер, Жозеф Альказар, Жан Ніколя, Роже Рьйо, Альфред Астон. Тренери — Гастон Барро, Джордж Кімптон.
| 1/4 фіналу 31 травня 1934 |

| Австрія             | 2 — 1 | Угорщина          |
| ------------------- | ----- | ----------------- |
| Хорват 7' Цишек 51' | Звіт  | Шароші 60' (пен.) |

| Болонья Глядачів: 14 000 |

Австрія: Петер Платцер, Франц Цізар, Карл Сеста, Франц Вагнер, Йозеф Смістик, Йоганн Урбанек, Карл Цишек, Йозеф Біцан, Маттіас Сінделар, Йоганн Хорват (), Рудольф Фіртль. Тренер — Гуго Майзль.
Угорщина: Анталь Сабо, Йожеф Ваго, Ласло Штернберг (), Іштван Палоташ, Дьордь Сюч, Анталь Салаї, Імре Маркош, Іштван Авар, Дьордь Шароші, Геза Тольді, Тібор Кемень. Тренер — Еден Надаш.
| 1/2 фіналу 3 червня 1934 |

| Італія     | 1 — 0 | Австрія |
| ---------- | ----- | ------- |
| Гвайта 19' | Звіт  |         |

| «Сан-Сіро» (Мілан) Глядачів: 45 000 |

Італія: Джанп'єро Комбі (), Еральдо Мондзельйо, Луїджі Аллеманді, Аттіліо Ферраріс, Луїс Монті, Луїджі Бертоліні, Енріке Гвайта, Джузеппе Меацца, Анджело Ск'явіо, Джованні Феррарі, Раймундо Орсі. Тренер — Вітторіо Поццо.
Австрія: Петер Платцер, Франц Цізар, Карл Сеста, Франц Вагнер, Йозеф Смістик (), Йоганн Урбанек, Карл Цишек, Йозеф Біцан, Маттіас Сінделар, Антон Шалль, Рудольф Фіртль. Тренер — Гуго Майзль.
| за 3 місце 7 червня 1934 |

| Австрія              | 2 — 3 | Німеччина               |
| -------------------- | ----- | ----------------------- |
| Хорват 30' Сеста 55' | Звіт  | Ленер 1', 42' Конен 29' |

| «Стадіо Партенорео» Неаполь Глядачів: 7 000 |

Австрія: Петер Платцер, Франц Цізар, Карл Сеста, Франц Вагнер, Йозеф Смістик, Йоганн Урбанек, Карл Цишек, Георг Браун, Йозеф Біцан, Йоганн Хорват (), Рудольф Фіртль. Тренер — Гуго Майзль.
Німеччина: Ганс Якоб, Пауль Янес, Вільгельм Буш, Пауль Зелінський, Райнгольд Мюнценберг, Якоб Бендер, Ернст Ленер, Отто Зіффлінг, Едмунд Конен, Фріц Шепан (), Маттіас Гайдеманн. Тренер — Отто Нерц.